# Agathis insularica
Agathis insularica är en stekelart som beskrevs av Roy D. Shenefelt 1970. Agathis insularica ingår i släktet Agathis och familjen bracksteklar. Inga underarter finns listade i Catalogue of Life.